# Oncotylus punctipes
Oncotylus punctipes is een wants uit de familie van de blindwantsen (Miridae). De soort werd het eerst wetenschappelijk beschreven door Odo Reuter in 1875.

## Uiterlijk
De geelgroene, redelijk langwerpig ovaal gevormde wants is macropteer en kan 6 tot 7 mm lang worden. De voorvleugels zijn bedekt met zwarte haartjes, over het midden lopen gele aders. Het doorzichtige deel van de voorvleugels is donkergrijs met zwarte vlekken en groengele aders. De antennes zijn geelgroen, met uitzondering van een gedeelte van het tweede segment en het derde en vierde die bruin zijn. De pootjes zijn ook groen met zwarte stekeltjes op de schenen en zwarte tarsi.

## Leefwijze
De wantsen leven uitsluitend op boerenwormkruid (Tanacetum vulgare) langs wegbermen. Ze overwinteren als eitje en zijn in juni volwassen. Er is een enkele generatie per jaar.

## Leefgebied
De soort is in Nederland algemeen in het binnenland en zeldzamer in de kustgebieden. De wantsen komen voor in het Palearctisch gebied, in Europa en in Azië tot aan Siberië.